# Cabrales
Cabrales es un concejo situado en el oriente de Asturias, formando parte del parque nacional de Picos de Europa, en la zona norte de España. Limita al norte con Llanes; al sur con Tresviso, Cillorigo de Liébana y Camaleño, los tres en la vecina Cantabria, y con Posada de Valdeón, en la provincia de León; al este con Peñamellera Alta y por último al oeste con Onís. La capital municipal es Carreña, si bien Arenas es la mayor localidad. El concejo alberga en conjunto una población de 1908 habitantes (INE 2024) repartidos en 9 parroquias.
Es un concejo tradicionalmente ganadero, debido a su empinada orografía y sus pastizales, teniendo merecida fama su leche, con la que se elabora el queso de Cabrales, de fama internacional. Si bien en los últimos años el turismo se ha convertido en un importante motor económico de toda la zona.

## Geografía
Es el concejo que tiene la orografía más accidentada de Asturias. La mitad de su territorio es parte del Macizo Central de los Picos de Europa, con elevaciones superiores a los 2000 metros, y con picos como los de Dobresengo, Cabrones, Horcados Rojos y Torrecerredo, que es el techo de la Cordillera Cantábrica y por ende del concejo, con 2648 metros. Todo su territorio es montañoso, si exceptuamos la depresión prelitoral entre los Picos de Europa y la Sierra de Cuera. Entre ambas, tenemos las vegas de los ríos Casaño y Cares, que es la zona donde se asienta la mayoría de su población. 
Parte del su territorio está integrado en diferentes figuras de protección como por ejemplo el Paisaje Protegido de la Sierra del Cuera.
El 95 % de su terreno tiene desniveles superiores al 20 %. Destaca el Naranjo de Bulnes o Pico Urriello, todo un mito del alpinismo, con sus 2519 metros, presentando su famosa cara oeste, con caídas verticales de más de 600 metros.

## Historia

### Prehistoria y Edad Antigua
Su prehistoria cuenta con cuantiosos restos del Paleolítico superior que han proporcionado abundantes muestras de instrumentos líticos y óseos. Así en la cueva de Las Canes, hay grabados realizados en las paredes y el techo. Destacaremos también diferentes cuevas con muestras de pinturas como son: Cueva de la Covaciella, y El Bosque, todas ellas con dibujos de animales. En la cueva de los Canes aparte de sus pinturas, hay un recinto funerario con tres sepulturas.
De la Edad del Bronce aparecen dos hachas que le darán nombre a este tipo y que pasarán a denominarse como hacha Cabrales.
De la época prerromana y romana, son prácticamente inexistentes los restos en el municipio. Otras noticias, nos hacen referencia a la huida por este municipio de las tropas musulmanas, vencidas por Pelayo en Covadonga.

### Edades Media y Edad Moderna
Empezamos a encontrar más datos a partir de la Edad Media, como una donación que se hace a la iglesia de San Pedro en Camarmeña. Donde encontramos una gran documentación, y se describe a Cabrales como entidad territorial, es en el siglo XII. Pero en esta época este concejo se encuentra fuera de la política real, que va creando pueblos y villas por diferentes concejos de Asturias. Cabrales nunca se caracterizó por tener grandes señoríos laicos, ni eclesiásticos.
Es en el siglo XIV cuando ya aparece Cabrales como concejo, acudiendo sus representantes a la asamblea convocada en el monasterio ovetense de Santa María de Vega, para apoyar al rey don Pedro. También participó en la Junta General que se celebró en el convento de San Francisco en 1444. En esta época la administración concejil está dominada por las poderosas familias locales, como son los Bárcena y los González de Buerdo, durante el siglo XVI. Ya en el siglo XVII, los cargos concejiles eran nombrados cada año por cada uno de los cuatro distritos en los que estaba dividido el territorio.
Con la invasión francesa hubo diferentes actos que se mezclan entre la historia y tradición, como que los restos de los franceses vencidos reposan en la Cueva de los Huesos de la Loma del Toro, o como el rechazo de las tropas francesas al serles arrojadas piedras desde la Peña la Cantina. Pero sí pertenece a la realidad histórica el gran valor de los numerosos soldados cabraliegos que murieron en la guerra.

### Edad Contemporánea
Durante el siglo XIX, este concejo permaneció al margen de las transformaciones que se dieron en otros concejos asturianos. Hasta pasada la segunda mitad del siglo, su agricultura seguiría siendo deficitaria; la principal riqueza sería la ganadería y su industria más importante sería la del queso, que se vendía en el resto de los concejos y provincias, exportándose ya a América. Su apertura al exterior llega en el siglo XIX, con la construcción de la carretera Cangas de Onís-Panes.
El siglo XX está marcado por una mayor evolución, con nuevos adelantos. Así destacaremos, el Canal del Cares, la central de las Arenas, el embalse de Poncebos, etc.

## Demografía
Cabrales cuenta con una población de 1908 habitantes (INE 2024).
| Gráfica de evolución demográfica de Cabrales entre 1842 y 2021                                                      |
| |
| Población de derecho según los censos de población del INE Población de hecho según los censos de población del INE |

En la actualidad se da un problemático equilibrio entre sus actividades tradicionales (que no han podido mantener su volumen demográfico) y el nuevo desarrollo turístico.
Su población máxima llegó a alcanzar los 5617 habitantes, habiéndose reducido en la actualidad hasta llegar a menos de la mitad. Su descenso más acusado fue en la década de los 60 y 70, cuando muchos jóvenes del concejo emigraron a Gijón, Oviedo y los centros industriales de Asturias en busca de trabajo y una vida mejor, igual que ocurrió en gran parte de la zona rural de Asturias. Su pirámide demográfica está marcada por un gran envejecimiento de la población.

## Economía

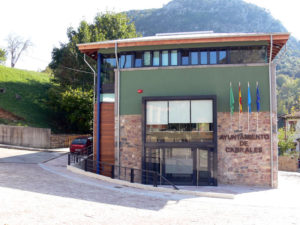
Casa consistorial

Su economía está basada en la ganadería, siendo el ganado vacuno el más importante, seguido por el cabrío y lanar. Su producción agrícola, antes muy variada, debido a la falta de mano de obra se dedica ahora casi exclusivamente al autoconsumo, dedicándose la mayor parte del suelo al pasto.
La otra economía del municipio es el turismo que acude por estar enclavado en los Picos de Europa y ser una de los inicios de la ruta del Cares (Poncebos).

## Administración y política

### Gobierno municipal
En el concejo de Cabrales, desde 1979, el partido que más tiempo ha gobernado ha sido el PP. De 2011 a 2015 gobernó FAC. Entre 2015 y 2019 a pesar de resultar el PSOE la lista más votada, gobierna una vez más el PP, apoyado por los ediles de Foro y Somos Cabrales (candidatura vinculada a Podemos), contraviniendo esta última la voluntad de su formación, por lo que después del pacto, Somos Cabrales anunció en un comunicado que no reconocía a la edil como su representante. Tras las elecciones de 2019 el PSOE recuperó la alcaldía con mayoría absoluta, conservandola en la actualidad.
| Periodo   | Nombre                           | Partido | Partido                                    |
| --------- | -------------------------------- | ------- | ------------------------------------------ |
| 1979-1983 | Arturo Coro de la Fuente         |         | Unión de Centro Democrático (UCD)          |
| 1983-1988 | Arturo Coro de la Fuente         |         | Alianza Popular (AP)                       |
| 1988-1991 | Juan Ángel Bustillo Gutiérrez    |         | Alianza Popular (AP)                       |
| 1991-1998 | José Antonio Pérez Prieto        |         | Partido Popular (PP)                       |
| 1998-1999 | Fernando del Corro González      |         | Partido Popular (PP)                       |
| 1999-2000 | Tomás Fernández López            |         | Federación Socialista Asturiana (FSA-PSOE) |
| 2000-2007 | José Antonio Pérez Prieto        |         | Partido Popular (PP)                       |
| 2007-2011 | José Vicente del Carmen Bustillo |         | Federación Socialista Asturiana (FSA-PSOE) |
| 2011-2013 | José Antonio Pérez Prieto        |         | Foro Asturias (FAC)                        |
| 2013-2015 | Carlos Javier Puente Fernández   |         | Foro Asturias (FAC)                        |
| 2015-2019 | Francisco González López         |         | Partido Popular (PP)                       |
| 2019-act. | José Sánchez Díaz                |         | Federación Socialista Asturiana (FSA-PSOE) |

| Partido político    | Partido político                                                                | 1979   | 1983   | 1987   | 1991   | 1995   | 1999   | 2003   | 2007   | 2011   | 2015   | 2019   | 2023   |
| Partido político    | Partido político                                                                | Ediles | Ediles | Ediles | Ediles | Ediles | Ediles | Ediles | Ediles | Ediles | Ediles | Ediles | Ediles |
|                     | Federación Socialista Asturiana (FSA-PSOE)                                      | 3      | 4      | 4      | 5      | 5      | 4      | 5      | 5      | 5      | 5      | 6      | 5      |
|                     | Alianza Popular (AP)-Partido Popular (PP)                                       | —      | 6      | 7      | 5      | 6      | 5      | 6      | 5      | 3      | 4      | 4      | 4      |
|                     | Foro Asturias (FAC)                                                             | —      | —      | —      | —      | —      | —      | —      | —      | 3      | 1      | 1      | 0      |
|                     | Somos Cabrales                                                                  | —      | —      | —      | —      | —      | —      | —      | —      | —      | 1      | —      | —      |
|                     | Partido Comunista de España (PCE)-Izquierda Unida (IU)-Bloque por Asturies (BA) | 1      | 1      | 0      | —      | —      | —      | 0      | 0      | 0      | 0      | —      | —      |
|                     | Unión de Centro Democrático (UCD)-Centro Democrático y Social (CDS)             | 7      | 0      | 0      | 1      | —      | —      | —      | —      | —      | —      | —      | —      |
|                     | Unión Renovadora Asturiana (URAS)-Partíu Asturianista (PAS)                     | —      | —      | —      | —      | —      | 2      | 0      | 1      | —      | —      | —      | —      |
| Total de concejales | Total de concejales                                                             | 11     | 11     | 11     | 11     | 11     | 11     | 11     | 11     | 11     | 11     | 11     | 9      |

### Organización territorial
Cabrales, al igual que el resto de concejos asturianos tiene una subdivisión tradicional, la parroquia, en este caso existen nueve parroquias en las que se agrupan los dieciocho núcleos de población del territorio. 
Como consecuencia del proceso de recuperación de los topónimos tradicionales iniciado por el Gobierno del Principado de Asturias en 1998, actualmente los nombres oficiales de las parroquias del concejo son los asturianos.
- Las Arenas (Arenas)
- Berodia
- Bulnes
- Carreña
- Poo (Po)
- Prado (San Roque)
- Puertas (Santolaya)
- Sotres
- Tielve

## Cultura

### Patrimonio
Su patrimonio artístico es una mezcla entre restos románicos y renacentistas, con nuevos estilos. Son edificaciones antiguas a las que se les han incorporado otras construcciones más modernas, entre las que destacan las siguientes:
- La iglesia de Santa María de Llas, en Las Arenas. Su estructura es de nave única, con capillas a los lados que dan la idea de planta de cruz. Su cubierta es de bóveda de cañón. Tiene restos tardorrománicos, como la portada meridional y la cabecera. El resto del edificio se debe a diferentes ampliaciones.

- La iglesia de Santa Cruz, en Inguanzo, del periodo barroco. Su planta es de nave única rectangular y tiene dos capillas laterales. Es de destacar la torre campanario en los pies del templo. En su lado meridional tiene cuatro grandes arcadas que forman un amplio pórtico.
- La ermita de Nuestra Señora de la Salud, en Carreña, conocida en el pueblo como la capilla de La Salud, o simplemente la Capilla, es una bellísima construcción de finales del siglo IXX, con una no menos hermosa historia unida a ella, como es el motivo de su edificación.

Cuenta la historia, que un vecino del pueblo de la familia Bárcena, viajó a Sevilla para encomendarse a la Virgen de la Salud, ya que padecía ceguera y vio en ella su último consuelo. Prometió a la Virgen que si le curaba, mandaría hacer una imagen exacta y le construiría una ermita en su pueblo. Ocurrió que al poco tiempo recobró la vista y como había prometido cumplió su palabra y construyó la que sin duda es una de las ermitas más hermosas de Asturias. 
Desde entonces, cada domingo siguiente al ocho de septiembre, se celebra en honor a esta Virgen,, una misa a la que asisten multitud de fieles procedentes de toda la comarca.
Entre sus construcciones rurales destacan:
- El palacio de Cernuda, del siglo XVII. Se compone de casa, capilla y muro circundante. La casa es de planta rectangular y dos pisos, y su fachada principal se divide en dos partes diferentes. La primera, con un corte más palaciego, con puerta y dos saeteras una a cada lado. En el piso primero presenta tres balcones, y sobre el central, el escudo de armas de la familia Cernuda. La segunda parte es más sencilla. En la planta baja tiene una entrada secundaria con dos ventanas irregulares. En el primer piso hay una galería formada por columnas de piedra. El resto de las fachadas no tienen mayor interés. Este conjunto está considerado Monumento Histórico Artístico.

- El palacio de Navariego del siglo XVII, está muy modificado en la actualidad. En su primera época era una estructura muy simétrica y sencilla con dos saeteras y dos ventanas en la parte baja. En la parte superior había tres ventanas cuadradas, entre las que había sendos escudos familiares.

- El palacio del Mayorazu, en Inguanzo, es Monumento Histórico Artístico del siglo XVIII. De planta rectangular y dos pisos de inspiración clásica. Está construido en dos tramos diferentes: el primer piso, con puerta adintelada con molduras y dos saeteras, y el piso superior, con un gran escudo y dos ventanas a los lados.

- El palacio de la familia Díaz de Iguanzo del siglo XVIII, es Monumento Histórico Artístico. Tiene un cuerpo central de tres pisos en forma de torre. Está separado de los cuerpos laterales por sendos contrafuegos que dan sensación de verticalidad, y los dos cuerpos laterales son de menor altura, sólo con dos pisos.

### Fiestas
- En enero: las de San Antón en Inguanzo, San Ildefonso en  El Escobal y San Pablo en Arangas.
- En mayo: la de Santa Cruz en Inguanzo.
- En junio: las de San Juan y San Pedro en Las Arenas.
- En julio: la Magdalena en Poo y Berodia
- En agosto: San Pedro en Arangas, la de Nuestra Señora en Camarmeña con misa de campaña y procesión, San Roque en Ortiguero y en Asiegu y las Nieves en Puertas y Bulnes.
- En septiembre: La Salud en Carreña, Nuestra Señora en Sotres, Nuestra Señora de la O en la Molina y Santo Tomás en Pandiellu.
- En octubre: el Rosario en Tielve.
- En noviembre San Andrés en Carreña.

### Queso de Cabrales
El famoso queso de Cabrales es de elaboración artesanal. Hay un organismo que se ocupa de su control de calidad, el Consejo Regulador, que agrupa a más de 37 queserías, en las que hay una mezcla entre grandes y pequeñas producciones.
Es el producto más arraigado en este concejo, y es un queso artesanal de pasta azul, que se elabora durante todo el año con leche de oveja, cabra y vaca. La fama de este queso viene desde hace muchos siglos, y está reconocido internacionalmente entre los grandes quesos azules.